# Clewiston
Clewiston è una città degli Stati Uniti d'America situata in Florida, nella Contea di Hendry.